# Koutiatialbo
Koutiatialbo est une petite ville du Togo située à environ 85 km de Dapaong, dans la région des Savanes.

## Vie économique
- Marché au bétail

## Lieux publics
- Dispensaire
- École primaire